# زنبق ویرجینیا
زنبق ویرجینیا (نام علمی: Iris virginica) نام یک گونه از سرده زنبق است.